# Hamid Khabbazi
Hamid Reza Kha(b)bzai (* 1973 in Teheran) ist ein iranischer Tarspieler und Komponist.
Khabbazi beschäftigte sich zunächst mit Popmusik, bevor er sich sechzehnjährig der klassischen iranischen Musik zuwandte. Er studierte den Radif bei Mohammad Reza Lotfi, Hossein Alizadeh und Dariush Pirniakan. 1991 gründete er seine erste Gruppe Aftab. 2004 arbeitete er mit Ross Daly bei den Produktionen für die Olympischen Sommerspiele in Athen zusammen.  Mit dem Geiger Khayan Khalor unternahm er eine Tournee durch die Vereinigten Staaten von Amerika. Er gilt als virtuoser Tarspieler und einer der bedeutenden iranischen Komponisten in jüngerer Zeit.